# 大芬兰

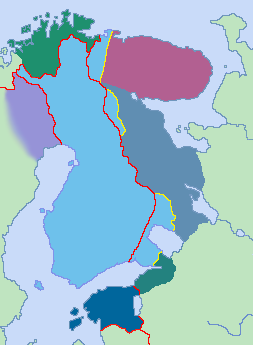
大芬兰所宣称的领土范围。
冬季戰爭之前的芬蘭疆域
東卡累利阿
愛沙尼亞
英格里亞
科拉半岛
托尔讷河谷
挪威芬马克郡

大芬兰（芬蘭語：Suur-Suomi）是一種芬蘭民族主義概念，該想法始于一些强调泛芬兰主义的民族主义运动，其實就是芬兰版的第二次世界大战前的欧洲民族主义。有人認為所有與芬兰以及芬兰人有关的民族的聚居地都應該統一在一起，即大芬蘭，这些民族包括：芬兰人、卡累利阿人、爱沙尼亚人、英格里芬蘭人和克文人。
大芬兰的想法在1917年流行开来并扩大影响；在二战和继续战争后失去了支持。
一般认为，“大芬兰”最常見的概念是自然边界，包括芬兰人和卡累利阿人聚居地区，从白海到奥涅加湖，沿着斯維里河与涅瓦河，或者更保守的，从謝斯特拉河到芬兰湾。一些提倡者也把英格里亞、爱沙尼亚、北芬马克和托尔讷河谷包括进来。
一些空想的或者戏谑的想法认为最广阔的大芬兰应该包括波的尼亚湾的全部区域一直到乌拉尔山脉，甚至跨越了西西伯利亚的区域，那里至今生活着一些说乌拉尔语言的人。

## 歷史

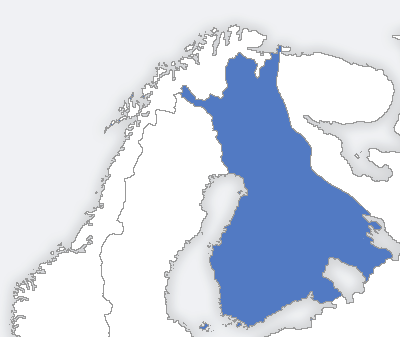
1942年继续战争时芬兰曾控制过的最大范围

在芬兰，对于卡累利阿自然风光和文化的兴趣在19世纪被称为卡累利阿主义的文化现象中首次提及，卡累利阿主义是芬兰浪漫民族主义的一个形式。后来，卡累利阿主义的一些想法被大芬兰的提倡者借用。

### 20世紀初的戰爭
在1917年芬兰宣布独立以后，联系到十月革命和俄国内战，人们认为与芬兰东部边界接壤的芬兰人聚居地的形势是不稳定的，可以被民族开发主义（Nationalist activism）利用。例如，有些芬兰志愿军跨越俄国领土的边界采取行动。这些行动，连同爱沙尼亚独立战争（1918－1920）在芬兰历史上被称为援助親屬民族戰爭，因为这些战争都与芬兰人的亲缘关系有关。二戰時期芬蘭在1941年6月發動繼續战争和苏联开战，奪回冬季戰爭前的領土，10月進一步攻佔彼得罗扎沃茨克，佔領了半個東卡累利阿，此時芬蘭只要佔領摩爾曼斯克就能實現大芬蘭主義，隨著德國敗退，芬蘭於1944年與苏停战，丧失所有新得領土。

## 參閲
- 卡累利阿問題